# Neesbach
Neesbach ist ein Ortsteil der Gemeinde Hünfelden im mittelhessischen Landkreis Limburg-Weilburg.

## Geographie
Die Neesbacher Gemarkung beschreibt eine längliche, in Südwest-Nordost-Richtung gestreckte Vierecksform mit langgezogener Spitze nach Süden. Im Nordosten grenzt sie an Werschau und nachfolgend im Uhrzeigersinn an die Hünfeldener Ortsteile Dauborn, Kirberg, Heringen und Nauheim.
Die Gemarkung besteht fast ausschließlich aus landwirtschaftlich genutzter Fläche. Rund 500 Meter südwestlich des Orts verläuft die Bundesstraße 417. Die Landschaft weist nur geringe Höhenunterschiede auf, wobei sie von Südwest nach Nordost vom leicht eingeschnittenen Tal des in den Wörsbach mündenden Neesbachs durchzogen wird, in dem auch der als Straßendorf geformte Ort liegt.

## Geschichte

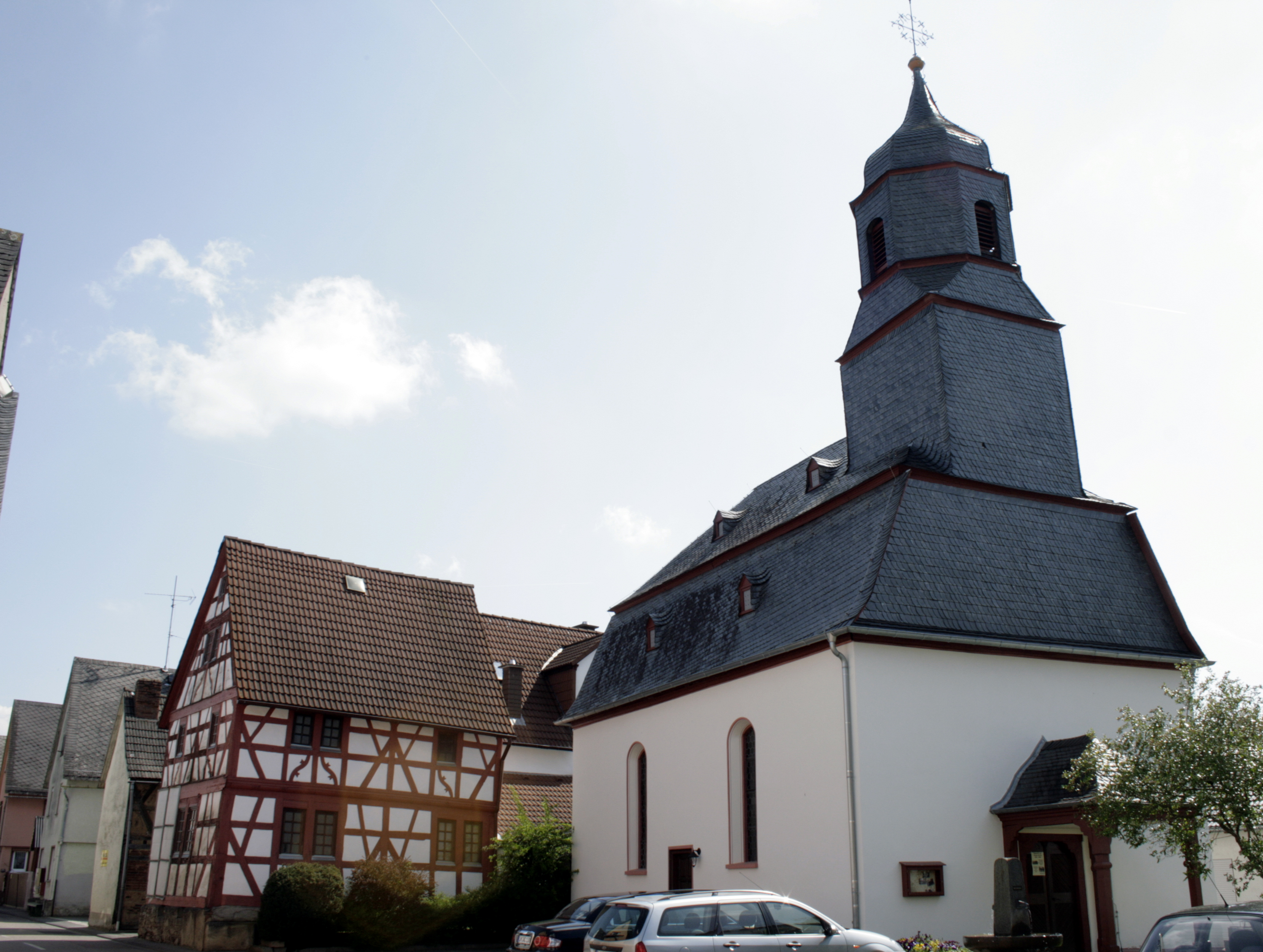
Die Neesbacher Kirche

Die älteste bekannte schriftliche Erwähnung von Neesbach erfolgte unter dem Namen Neistinbach in der Zeit 750–779 im Codex Eberhardi.
Damals wurde das Dorf von einer Gräfin Adeltrud dem Kloster Fulda geschenkt. Bei Ausgrabungen auf dem Friedhof wurden Bestattungsstätten entdeckt, die auf die Merowinger- oder Karolingerzeit hindeuten. Entscheidend für die Gründung dürfte die Lage im Begegnungsbereich von Hünerstraße und Hessenstraße gewesen sein. Letztere verlief durch den Ort.
Im Jahr 1129 befand sich Neesbach im Besitz des Stifts Limburg, dem sämtliche Einwohner hörig waren. Für 1363 ist ein Kirchenbann verbürgt, weil die Neesbacher sich aus dieser Verbindung zum Stift lösen wollten.
Im Jahr 1607 wurde der Ort durch die Pest nahezu komplett entvölkert. Auch während des Dreißigjährigen Krieges wurde Neesbach nicht verschont.
Kirchlich war Neesbach der Kirche des inzwischen wüsten Orts Bergen (heute in der Gemarkung Werschau) zugeordnet. Eine eigene Kapelle im Ort wird erstmals 1339 genannt. Im Jahr 1571 wurden der Nachbarort Nauheim und Neesbach aus der Pfarrei gelöst und Neesbach wurde seelsorgerisch vom Nauheimer Pfarrer betreut. Im Jahr 1711 wurde die barocke Johannes-Kirche an der Stelle der alten Kirche errichtet, die zuletzt ebenfalls Johannes geweiht war. Das Gebäude wurde dem Vorbild des Gotteshauses im benachbarten Nauheim nachempfunden. Auch die Innenausmalung in beiden Kirchen ähnelte sich stark. Im Jahr 1975 wurden bei der Restaurierung dieser Kirche kulturhistorisch wertvolle Gemälde freigelegt. Die Wiederherstellung dieser nur noch teilweise vorhandenen Gemälde kostete damals 365.500 DM.
Im Jahr 1717 entstand ein Rathaus, das zugleich als Backhaus und Schulgebäude diente. 1756 folgte ein Schulhaus.
Wie in allen evangelischen Ortsteilen Hünfeldens fand die NSDAP schon früh eine große Anhängerschaft im bäuerlich geprägten Neesbach. So erzielte die NSDAP, insbesondere durch die Popularität des Jakob Sprengers, bei der Reichstagswahl am 14. September 1930 92,7 % der Stimmen, während sie im gesamten Reich nur 18,3 % der Stimmen errang.
Dort, wo während des Zweiten Weltkrieges die Baracken der Flüchtlinge standen, entstand 1968 eine Mehrzweckhalle. Im Jahr 1973 wurde ein neuer Sportplatz angelegt.
Die ältesten Angaben über die Größe des Orts stammen aus dem Jahr 1512. Damals waren acht Männer (vermutlich nur wohlhabendere Bauern) mit 18 Pferden verzeichnet. Während einer Pestepidemie 1607 wurden aus dem Ort 80 Tote gemeldet. 1647, am Ende des Dreißigjährigen Krieges, sind acht Haushalte aufgeführt. Im Jahr 1746 wurden 194 Einwohner erfasst und im Jahr 1810 waren es 307 Einwohner.
Hessische Gebietsreform (1970–1977)
Zum 1. Oktober 1971 fusionierte Neesbach im Zuge der Gebietsreform in Hessen mit sechs weiteren bis dahin selbständigen Gemeinden freiwillig zur neuen Gemeinde Hünfelden.
Für die ehemals eigenständigen Gemeinden von Hünfeld wurde je ein Ortsbezirk mit Ortsbeirat und Ortsvorsteher nach der Hessischen Gemeindeordnung gebildet.
Verwaltungsgeschichte im Überblick
Die folgende Liste zeigt die Herrschaftsgebiete und Staaten, in denen Neesbach lag, bzw. die Verwaltungseinheiten, denen es unterstand:
- vor 1806: Heiliges Römisches Reich, Amt Kirberg (halb Fürstentum Nassau-Diez, halb Fürstentum Nassau-Usingen)
- ab 1806: Herzogtum Nassau, Amt Kirberg (Gemeinschaftsbesitz von Nassau-Usingen und Nassau-Oranien)
- ab 1816: Herzogtum Nassau[Anm. 1], Amt Limburg
- ab 1849: Herzogtum Nassau, Kreisamt Limburg[Anm. 2]
- ab 1854: Herzogtum Nassau, Amt Limburg
- ab 1867: Norddeutscher Bund[Anm. 3], Königreich Preußen, Provinz Hessen-Nassau, Regierungsbezirk Wiesbaden, Unterlahnkreis[Anm. 4]
- ab 1871: Deutsches Reich, Königreich Preußen, Provinz Hessen-Nassau, Regierungsbezirk Wiesbaden, Unterlahnkreis
- ab 1886: Deutsches Reich, Königreich Preußen, Provinz Hessen-Nassau, Regierungsbezirk Wiesbaden, Kreis Limburg
- ab 1918: Deutsches Reich, Freistaat Preußen, Provinz Hessen-Nassau, Regierungsbezirk Wiesbaden, Kreis Limburg
- ab 1944: Deutsches Reich, Freistaat Preußen, Provinz Nassau, Landkreis Limburg
- ab 1945: Amerikanische Besatzungszone, Groß-Hessen, Regierungsbezirk Wiesbaden, Landkreis Limburg
- ab 1946: Amerikanische Besatzungszone, Hessen, Regierungsbezirk Wiesbaden, Landkreis Limburg
- ab 1949: Bundesrepublik Deutschland, Hessen, Regierungsbezirk Wiesbaden, Landkreis Limburg
- ab 1968: Bundesrepublik Deutschland, Hessen, Regierungsbezirk Darmstadt, Landkreis Limburg
- ab 1971: Bundesrepublik Deutschland, Hessen, Regierungsbezirk Darmstadt, Landkreis Limburg, Gemeinde Hünfelden[Anm. 5]
- ab 1974: Bundesrepublik Deutschland, Hessen, Regierungsbezirk Darmstadt, Landkreis Limburg-Weilburg, Gemeinde Hünfelden
- ab 1981: Bundesrepublik Deutschland, Hessen, Regierungsbezirk Gießen, Landkreis Limburg-Weilburg, Gemeinde Hünfelden

## Bevölkerung
Einwohnerentwicklung
| Neesbach: Einwohnerzahlen von 1746 bis 2018 | Neesbach: Einwohnerzahlen von 1746 bis 2018 | Neesbach: Einwohnerzahlen von 1746 bis 2018 | Neesbach: Einwohnerzahlen von 1746 bis 2018 | Neesbach: Einwohnerzahlen von 1746 bis 2018 |
| --- | ------------------------------------------- | ------------------------------------------- | ------------------------------------------- | ------------------------------------------- |
| Jahr |                                             |                                             |                                             | Einwohner                                   |
| 1746 | 1746                                        |                                             | 194                                         | 194                                         |
| 1800 | 1800                                        |                                             | ?                                           | ?                                           |
| 1834 | 1834                                        |                                             | 446                                         | 446                                         |
| 1840 | 1840                                        |                                             | 469                                         | 469                                         |
| 1846 | 1846                                        |                                             | 487                                         | 487                                         |
| 1852 | 1852                                        |                                             | 504                                         | 504                                         |
| 1858 | 1858                                        |                                             | 493                                         | 493                                         |
| 1864 | 1864                                        |                                             | 497                                         | 497                                         |
| 1871 | 1871                                        |                                             | 455                                         | 455                                         |
| 1875 | 1875                                        |                                             | 441                                         | 441                                         |
| 1885 | 1885                                        |                                             | 489                                         | 489                                         |
| 1895 | 1895                                        |                                             | 468                                         | 468                                         |
| 1905 | 1905                                        |                                             | 420                                         | 420                                         |
| 1910 | 1910                                        |                                             | 423                                         | 423                                         |
| 1925 | 1925                                        |                                             | 430                                         | 430                                         |
| 1939 | 1939                                        |                                             | 398                                         | 398                                         |
| 1946 | 1946                                        |                                             | 589                                         | 589                                         |
| 1950 | 1950                                        |                                             | 573                                         | 573                                         |
| 1956 | 1956                                        |                                             | 527                                         | 527                                         |
| 1961 | 1961                                        |                                             | 514                                         | 514                                         |
| 1967 | 1967                                        |                                             | 550                                         | 550                                         |
| 1970 | 1970                                        |                                             | 528                                         | 528                                         |
| 1980 | 1980                                        |                                             | ?                                           | ?                                           |
| 1990 | 1990                                        |                                             | ?                                           | ?                                           |
| 2000 | 2000                                        |                                             | ?                                           | ?                                           |
| 2008 | 2008                                        |                                             | 805                                         | 805                                         |
| 2011 | 2011                                        |                                             | 765                                         | 765                                         |
| 2018 | 2018                                        |                                             | 761                                         | 761                                         |
| Datenquelle: Historisches Gemeindeverzeichnis für Hessen: Die Bevölkerung der Gemeinden 1834 bis 1967. Wiesbaden: Hessisches Statistisches Landesamt, 1968. Weitere Quellen: ; nach 1970: Gemeinde Hünfelden |                                             |                                             |                                             |                                             |

Einwohnerstruktur 2011
Nach den Erhebungen des Zensus 2011 lebten am Stichtag dem 9. Mai 2011 in Neesbach 765 Einwohner. Darunter waren 15 (2,0 %) Ausländer.
Nach dem Lebensalter waren 135 Einwohner unter 18 Jahren, 333 zwischen 18 und 49, 159 zwischen 50 und 64 und 135 Einwohner waren älter.
Die Einwohner lebten in 300 Haushalten. Davon waren 57 Singlehaushalte, 108 Paare ohne Kinder und 108 Paare mit Kindern, sowie 24 Alleinerziehende und 3 Wohngemeinschaften. In 60 Haushalten lebten ausschließlich Senioren und in 213 Haushaltungen lebten keine Senioren.
 Historische Religionszugehörigkeit
- 1885: 485 evangelische (= 99,18 %), 4 katholische (= 0,82 %) Einwohner[1]
- 1961: 415 evangelische (= 80,74 %), 87 katholische (= 16,93 %) Einwohner[1]

## Kultur und Sehenswürdigkeiten

### Vereine
Die zwei größten Vereine im Ort sind die im Jahr 1934 gegründete Freiwillige Feuerwehr Neesbach (seit 1. April 1972 mit Jugendfeuerwehr und seit 30. Oktober 2009 mit Kinderfeuerwehr) und der Turn- und Sportverein. Der Männergesangverein Frohsinn wurde 1860 gegründet und ist damit der älteste Neesbacher Verein. Zudem existieren ein Landfrauenverein, eine Ortsgruppe des VdK und ein Wanderverein.

### Regelmäßige Veranstaltungen
Die Kirmes wird jedes Jahr am dritten Wochenende im Juli gefeiert.

### Kulturdenkmäler
- Fachwerkhaus Langgasse 45

## Infrastruktur
In Neesbach sorgt die Freiwillige Feuerwehr Neesbach, gegr. 1934 (seit 1. April 1972 mit ihrer Jugendfeuerwehr und seit 30. Oktober 2009 mit ihrer Kinderfeuerwehr), für den abwehrenden Brandschutz und die allgemeine Hilfe.